# Среднеатласские тамазигхтские диалекты
Среднеатла́сские тамази́гхтские диале́кты (ⵜⴰⵎⴰⵣⵉⵖⵜ, МФА: [tamaziɣt] / [θæmæzɪ̙̞χθ] также среднеатласский язык; англ. middle atlas, moyen atlas, central atlas, northern beraber) — диалекты тамазигхтской подгруппы атласской группы северноберберской ветви берберо-ливийской семьи. Распространены в центральных и северных районах Марокко в горах Среднего Атласа, а также в предгорьях и на равнинах к северу от Среднего Атласа до города Мекнес. С запада и севера ареал среднеатласских тамаззигхтских диалектов граничит с областью распространения арабского языка, с востока — с ареалами зенетских языков сегхрушен и уараин, с юго-востока и юга — с ареалами тамазигхтских демнатских и высокоатласских шильхских диалектов.
Традиционно тамазигхтский рассматривается как один язык, представляющий собой совокупность сравнительно сильно различающихся диалектов, вместе с тем его три основные диалектные группы — среднеатласская, восточно-высокоатласская и демнатская — могут выделяться и как самостоятельные языки.

## Классификация
Среднеатласские тамазигхтские диалекты делятся на два наречия, каждое из которых представлено рядом племенных диалектов:
- Мекнесское наречие (также тамазигхт района Мекнеса; англ. meknes, meknès), распространённое к северу от Среднего Атласа в окрестностях города Мекнес:
  - Аит Ндыр (также ндыр; англ. ayt Ndhir, ndhir, beni Mtir)[~ 1];
  - Аит Нааман.
- Собственно среднеатласское наречие (также тамазигхт Среднего Атласа; англ. Middle Atlas proper), распространённое в горных районах Среднего Атласа:
  - Идрассен (англ. idrassen);
  - Сери (англ. seri, ait Seri);
  - Аит Садден (также садден; англ. ayt Sadden, ait-saadden);
  - Юси (также юсси, аит йуси; англ. ayt Youssi);
  - Аит Сгугу (также згугу; англ. aït Sgougou);
  - Изайан (англ. iziyan, zaian);
  - Аит Ишкерн (англ. icheqqir);
  - Аит Исхак;
  - Аит Мгильд (также бени мгильд; мгильд англ. beni-mgild, ayt Myill);
  - Земмур (англ. zemmur, zemmours) и другие.

Из перечисленных диалектов несколько — изайан, ндыр, бени мгильд, юсси, згугу, земмур, садден — упоминаются в классификации тамазигхтских языков (или диалектов) в статье «Берберо-ливийские языки» А. Ю. Милитарёва, опубликованной в лингвистическом энциклопедическом словаре; в классификации, опубликованной в работе С. А. Бурлак и С. А. Старостина «Сравнительно-историческое языкознание»; а также в работах А. Ю. Айхенвальд.

## Письменность
| Тифинаг | Латиница | Тифинаг | Латиница | Тифинаг | Латиница | Тифинаг | Латиница |
| ------- | -------- | ------- | -------- | ------- | -------- | ------- | -------- |
| ⴰ       | a        | ⵄ       | ɛ        | ⵕ       | ṛ        | ⵥ       | ẓ        |
| ⴱ       | b        | ⵅ       | x        | ⵖ       | ɣ        | ⵯ       | ʷ        |
| ⴳ       | g        | ⵇ       | q        | ⵙ       | s        |         |          |
| ⴷ       | d        | ⵉ       | i        | ⵚ       | ṣ        |         |          |
| ⴹ       | ḍ        | ⵊ       | j        | ⵛ       | c        |         |          |
| ⴻ       | e        | ⵍ       | l        | ⵜ       | t        |         |          |
| ⴼ       | f        | ⵎ       | m        | ⵟ       | ṭ        |         |          |
| ⴽ       | k        | ⵏ       | n        | ⵡ       | w        |         |          |
| ⵀ       | h        | ⵓ       | u        | ⵢ       | y        |         |          |
| ⵃ       | ḥ        | ⵔ       | r        | ⵣ       | z        |         |          |